# Basile II d'Antioche
Basile II  d'Antioche fut patriarche d'Antioche de l'Église jacobite du 6 janvier 1074 à juillet 1075.